# Opoldanski škrlatec
Opoldanski škrlatec (znanstveno ime Crocothemis erythraea) je raznokrili kačji pastir iz družine ploščcev, razširjen po vsej Afriki razen Sahare, večini Evrope in v Zahodni Aziji.

## Telesne značilnosti
V dolžino meri 36 do 45 mm, od tega zadek 18 do 33 mm. Odrasli samci so po vsem telesu živo rdeče barve, pravkar preobraženi samci in samice pa so rumenkasto-rjavi s svetlimi progami po zgornjem delu oprsja. Krila so pri vseh prozorna, le na bazi zadnjega para je pigmentiran madež rumenkaste barve. S širokim, ploščatim zadkom deluje že na prvi pogled bolj čokato kot podobni progasti kamenjak, od ostalih podobnih vrst pa ga je najlažje ločiti po madežu na krilih in po tem, da nima nobenih črno obarvanih delov skeleta po nogah, glavi in oprsju. V redkih primerih so bile zabeležene tudi samice, obarvane kot samci (temu pojavu pravimo androkromija).

## Habitat in razširjenost
Glede habitata vrsta ni izbirčna in znotraj območja svoje razširjenosti poseli praktično vsako stoječe vodno telo, vključno z riževimi polji in polslanimi lagunami, le na severnem delu območja razširjenosti izbira toplejša in pred vremenskimi vplivi bolj zaščitena območja.
Opoldanski škrlatec je razširjen po vsej Afriki razen Sahare, večini Evrope razen skrajnega severa (Skandinavije) in v Zahodni Aziji do kitajske province Junan. Vrsta izvira iz vzhodne Afrike; v zadnjih desetletjih se območje njene razširjenosti hitro povečuje, kar med drugim povezujejo s podnebnimi spremembami. Tako je še pred 50 leti v Sloveniji razen v Istri veljala za redko, danes pa je splošno razširjena. Na Britanskem otočju je bila prvič opažena šele leta 1995 in ima od takrat status redkega klateža.
V Afriki letijo odrasli vse leto. V severni Evropi jih je možno opazovati od srede junija do konca septembra, v Sredozemlju pa med marcem in oktobrom. Po podatkih iz Slovenije sklepajo, da razvoj ličink ni sinhroniziran, saj so v nekem območju hkrati prisotni osebki vseh razvojnih stadijev, ni pa jasno ali se na leto razvije več kot ena generacija.